# رالف إيفانز
رالف إيفانز (بالإنجليزية: Ralph Evans)‏ (مواليد 20 ديسمبر 1953) هو ملاكم من المملكة المتحدة، مثّل بلاده في الألعاب الأولمبية الصيفية 1972 وحقق الميدالية البرونزية في فئة وزن الذبابة الخفيف.

## روابط خارجية
رالف إيفانز على موقع بوكس ريك (الإنجليزية) (registration required)
- رالف إيفانز على موقع أوليمبيديا (الإنجليزية)
- رالف إيفانز على موقع اللجنة الأولمبية البريطانية (الإنجليزية)